# Peter Trudgill
Peter Trudgill (wym. [ˈtrʌdɡɪl] ur. 7 listopada 1943 w Norwich) – brytyjski socjolingwista i dialektolog.

## Życiorys
Urodził się w Norwich. W 1955 roku rozpoczął naukę w City of Norwich School. Studiował filologię w King’s College (Cambridge), w 1971 roku otrzymał doktorat z Uniwersytetu Edynburskiego. Wykładał na Instytucie Nauk o Języku Uniwersytetu w Reading od 1970 do 1986, następnie objął posadę profesora socjolingwistyki na Uniwersytecie w Essex. Zajmował stanowisko profesora języka angielskiego i językoznawstwa na Uniwersytecie w Lozannie w latach 1993–1998, następnie, również w Szwajcarii, na Uniwersytecie we Fryburgu, z którego zrezygnował we wrześniu 2005. Jest (2015) profesorem socjolingwistyki (na niepełnym etacie) na Uniwersytecie w Agder (w Kristiansand, Norwegia) oraz adiunktem w Centrum Badań nad Typologią Językową (Centre for Research in Linguistic Typology) przy La Trobe University w Melbourne (Australia) i honorowym profesorem Uniwersytetu Anglii Wschodniej w Norwich.
Prowadził badania terenowe w Wielkiej Brytanii, Grecji i Norwegii. Wygłaszał wykłady na uczelniach w krajach Europy, oraz w Kanadzie, Stanach Zjednoczonych, Kolumbii, Australii, Nowej Zelandii, Indii, Tajlandii, Hongkongu, Fidżi, Malawi i Japonii. Peter Trudgill jest honorowym prezesem Friends of Norfolk dialect society, pisze artykuły na tematy językoznawstwa w lokalnej gazecie Eastern Daily Press.
Trudgill jest autorytetem w dziedzinie dialektologii, jednym z pierwszych dialektologów, którzy zastosowali metodologię badań Williama Labova w Wielkiej Brytanii i położyli podwaliny pod dalsze studia nad przenikaniem się dialektów. Zajmował się m.in. rotyzacją w dialektach angielskich.
Jest krytykiem preskryptywnych postaw językowych i promuje pozytywny stosunek do rozmaitych form zróżnicowania w języku.
Jest członkiem Norweskiej Akademii Nauk (Det Norske Videnskaps-Akademi) oraz Akademii Brytyjskiej (Fellow of the British Academy, FBA). W roku 2017 podpisał Deklarację o wspólnym języku Chorwatów, Serbów, Boszniaków i Czarnogórców.

## Dorobek naukowy
- 1974 The Social Differentiation of English in Norwich (na bazie pracy doktorskiej Ph.D.)
- 1975 Accent, Dialect and the School
- 1976 Introduction to Sociolinguistics
- 1979 English Accents and Dialects (współautorstwo: Arthur Hughes)
- 1980 Dialectology (współautorstwo: J. K. Chambers)
- 1982 International English (współautorstwo: Jean Hannah)
- 1982 Coping With America (Blackwell, 2nd edition 1986)
- 1983 On Dialect: Social and Geographical Perspectives
- 1984 Language in the British Isles
- 1984 Applied Sociolinguistics
- 1986 Dialects in Contact
- 1990 The Dialects of England
- 1990 Bad Language (współautorstwo: Lars Andersson)
- 1992 Introducing Language and Society
- 1998 Language Myths (współautorstwo: Laurie Bauer)
- 2001 Alternative Histories of English (współautorstwo: Richard J. Watts)
- 2002 Sociolinguistic Variation and Change
- 2003 A Glossary of Sociolinguistics
- 2003 Norfolk Origins 7: The Norfolk Dialect
- 2004 New-Dialect Formation: The Inevitability of Colonial Englishes
- 2004 New Zealand English: Its Origins and Evolution (współautorstwo: Elizabeth Gordon, Lyle Campbell, Margaret Maclagan, Andrea Sudbury, Jennifer Hay et al.)
- 2010 The Lesser-Known Varieties of English: An Introduction (współautorstwo: Daniel Schreier, Edgar W. Schneider)
- 2011 Sociolinguistic Typology: Social Determinants of Linguistic Complexity Oxford University Press